# Euscorpius petaberoni
Espèce
Euscorpius petaberoni est une espèce de scorpions de la famille des Euscorpiidae.

## Distribution
Cette espèce est endémique de l'oblast de Blagoevgrad en Bulgarie. Elle se rencontre vers Kovatchevitsa.

## Description
Le mâle holotype mesure 33,25 mm et la femelle paratype 30,33 mm.

## Systématique et taxinomie
Cette espèce a été décrite par Tropea, Fet, Parmakelis et Stathi en 2024.

## Étymologie
Cette espèce est nommée en l'honneur de Petar Beron.

## Publication originale
- Tropea, Fet, Parmakelis & Stathi, 2024 : « Two New Species of Euscorpius (Scorpiones, Euscorpiidae) from Bulgaria and Greece. » Zoodiversity, vol. 58, no 1, p. 1-18 (texte intégral).